# Филон Библоски
Филон Библоски (около 64 г. – 141 г.) е финикийски историк, родом от Библос, откъдето идва и името му.
Филон пише „История на Финикия“ в 9 книги, в която описва културата и религията на своя народ и предци, която не е оцеляла до днес. Той също така пише: „За градовете и за това което бе забележително в тях“ в 30 книги, както и „За сдобиването и подбора на книгите“ в 12 книги, „Речник на синонимите“, „За юдеите“, както и биография на император Адриан.
В своите философски възгледи, Филон Библоски бил евгемерист, което ще рече, че е вярвал в това, че в и зад митовете в древната митология лежат реални исторически лица и герои, които след това били обожествени. Филон разделя на боговете на смъртни и безсмъртни: първите са небесни светила (тела) и природни стихии, а вторите – обожествени исторически личности, което го прави един вид „богослов-атеист“ от периода на т.нар. ранно християнство.
Евсевий в своята „Подготовка към Евангелието“ дава ценни откъси от исторически, митологични и космологични трактати за да докаже превъзходството на християнската религия. Сред тях той подобно на Александър Полигистиром, отделя голямо внимание на древната космогония и теогония, позовавайки се изпърво на книгата „Финикийска история“ написана според него от Санхуниатон, и преведена на койне от Филон Библоски.
Свидас съобщава, че Филон Библоски бил граматик и вероятно е роден по времето на Нерон, като живял дълго време. Предава и че когато Север Герений е бил консул, Филон бил на 78 години.